# Roland Povinelli
Pour les articles homonymes, voir Povinelli.
Roland Povinelli, né le 9 août 1941 à Marseille (Bouches-du-Rhône) et mort le 11 mai 2020 à Aubagne (Bouches-du-Rhône), est un homme politique français.

## Biographie

### 1975-2020: maire d'Allauch
Roland Povinelli, alors cadre administratif de Caisses d'épargne, est élu conseiller municipal d'Allauch le 17 septembre 1972 sur la liste d'Union de la gauche lors d'une élection complémentaire.
À la suite de la dissolution du conseil municipal, des élections anticipées sont organisées le 28 septembre 1975, la liste Union pour l'Avenir d'Allauch conduite par Roland Povinelli et Bernard Monge remporte une majorité des suffrages. Le 5 octobre suivant, le conseil municipal élit Roland Povinelli, maire d'Allauch, qui succède à Jacques Gaillard. Il est réélu en 1977, 1983, 1989, 1990, 1995, 2001, 2008 et 2014.
Après plus de 40 ans de mandat à la tête de la ville d'Allauch, Roland Povinelli revendique plusieurs chantiers importants : la protection de 4 000 hectares de collines, le refus de deux autoroutes, le maintien d'un hôpital pour le canton, la réalisation d'un collège et en 2019 d'un lycée.

### 1988 et 1993: suppléant du député
Roland Povinelli est suppléant d'Yves Vidal de 1988 à 1993 et de Bernard Tapie en 1993.

### 1992 - 1998: conseiller général des Bouches-du-Rhône
Roland Povinelli est conseiller général du canton d'Allauch de 1992 à 2008. Il est élu vice-président du conseil général des Bouches-du-Rhône à partir de 1998. Il démissionne en décembre 2008, à la suite de son élection au Sénat sur la liste conduite par Jean-Noël Guérini.

### 1999: communauté urbaine et métropole
En juillet 1999, la loi dite « Chevènement » modifie le paysage de l'intercommunalité en créant trois catégories d'établissements publics de coopération intercommunale (les communautés de communes, d'agglomération et urbaines). En novembre 1999, le conseil municipal de Marseille se prononce pour la création d'une communauté urbaine sur le périmètre de celui de la communauté de communes existante, à l'exception de trois communes ne remplissant pas les conditions de continuité territoriale.
Le 23 décembre 1999, Roland Povinelli réunit un conseil municipal extraordinaire qui vote à l'unanimité une délibération refusant l'intégration d'Allauch dans la communauté urbaine. En janvier 2000, lorsque le préfet adresse le périmètre officiel de la nouvelle communauté urbaine, une nouvelle fois le conseil municipal se prononce contre.
En 2001, Roland Povinelli est élu vice-président de la Communauté urbaine Marseille Provence Métropole[réf. souhaitée].

### De 2008 à 2014: sénateur des Bouches-du-Rhône
En 2008, Roland Povinelli est élu sénateur sur la liste menée par Jean-Noël Guérini.
Il y est membre du groupe socialiste et appartient à la commission des affaires étrangères et de la défense jusqu'au 30 septembre 2014. Au Sénat, il s'avère être parmi les trois parlementaires les moins actifs du Palais du Luxembourg en raison de son absentéisme sur la session 2013-2014,.
Entre 2008 et 2012, Roland Povinelli est le signataire de près de 90 propositions de lois.
Durant cette même période, il est également l'auteur d'une dizaine de propositions de lois ou de résolutions relatives à la protection animale, à l'amélioration des règles de transmission de la déclaration d'intention d'aliéner, la possibilité pour une commune non enclavée de sortir d'une communauté urbaine, le renforcement des compétences des maires d'arrondissements, la suppression des quotas de promotion interne et les seuils démographiques dans la fonction publique territoriales ou encore le renforcement du statut de l'élu local. Il est enfin à l'origine de près de 80 questions écrites.
La liste du Parti socialiste, conduite par Samia Ghali, lors des élections sénatoriales de 2014, n'obtient pas assez de voix et malgré sa deuxième place, il n'est pas réélu, alors que la liste dissidente conduite par Jean-Noël Guérini obtient trois sièges.

### Campagne municipale de 2020
Malgré de lourds problèmes de santé il se représente aux municipales de 2020. Le 22 janvier, il publie sa lettre de candidature. Le 5 février, il publie un complément sur l'environnement. Le 15 mars, il se qualifie pour le deuxième tour, mais pour la première fois il n’est pas en tête, devancé par la liste de Lionel de Cala.
Il meurt avant le second tour de l’élection municipale (repoussé en juin, à cause de la crise sanitaire de la Covid-19), d'une crise cardiaque à 78 ans le 11 mai 2020.

### Autres fonctions
Il est également président de l'Union départementale des clubs UNESCO[réf. souhaitée] et vice-président de la Fédération des clubs Léo-Lagrange[réf. souhaitée].

## Affaires judiciaires

### 2014: campagne municipale et dépôt de plainte
Durant l'élection municipale de 2014, Roland Povinelli est impliqué dans plusieurs polémiques.
Le 13 février 2014, le maire reçoit un membre du Front national. Ils discutent ensemble d'une possibilité de faire couler la candidature de José Gonzalez, le candidat FN pour la mairie d'Allauch. Le maire lui explique que se retire de cette liste municipale, il pourra recevoir en récompense une place à la mairie avec un appartement de fonction,. Le candidat FN a porté plainte contre le maire.
Par la suite, de nombreuses altercations interviennent entre Roland Povinelli et Lucie Desblancs. La candidate sans-étiquette accuse le maire de "corruption". Il dépose une plainte pour diffamation et dénonce le manque de transparence dans le parti de son adversaire.
Deux autres affaires suivront. La plus ancienne part de la mairie qui a émis un droit de préemption à propos d'une villa que Lucie Desblancs devait vendre à un particulier. Cette dernière est relaxée. La deuxième affaire se déroule lors d'un conseil municipal au cours duquel le maire a émis des critiques négatives et a appelé la femme politique par son seul nom de jeune fille "Cohen". Cette dernière a alors déclaré que le maire insistait beaucoup sur sa judéité. Cette affaire ressort en 2019 où Lucie Desblancs dénonce une « spoliation des Juifs », une « désagréable impression de déjà vu », ou encore une « hérédité qui se prouve très facilement ». Le maire lance une procédure d'atteinte à la mémoire des morts car elle ferait référence à son père. Le tribunal annonce une relaxe pour cette affaire mais le maire demande une somme d'argent en réparation,.
En 2019, Lucie Desblancs attaque en justice le maire pour harcèlement moral.

### 2015: mise en examen
Le 9 juin 2015, il est placé en garde à vue pour corruption, trafic d'influence et détournement de fonds publics. Ceci fait suite à une enquête sur l'octroi de permis de construire suspects, d'emplois de complaisance et d'avantages indus à son entourage et à des proches,,.
Le 10 juin 2015, il est mis en examen pour « abus de confiance, faux, utilisation privative de domaine public et détournement de fonds publics » et laissé en liberté contre le paiement d'une caution de 50 000 €,.
À la suite des articles publiés par La Provence, le maire répond. Il dénonce « un complot policier ». Il clame son innocence. Il répond aux accusations lui reprochant d'avoir embauché sa belle-fille comme assistante parlementaire,. Le parquet déclare que les activités de la belle-fille ne servent pas à seconder le maire dans son activité.

### 2019: nouveau dépôt de plainte
En mars 2019, un journaliste de La Marseillaise dépose plainte contre le maire à la suite d'insultes et menaces de mort proférées téléphoniquement et enregistrées par le journaliste,. D'autres hommes et femmes politiques critiquent le maire : il y a notamment Nora Mebarek ou encore François-Michel Lambert.

### 2020: menaces pendant la campagne municipale
Lionel de Cala ainsi qu’une de ses colistières, reçoivent des lettres de menaces accompagnant des armes factices le 24 février. Ils déposent plainte pour intimidation.

## Vie privée
Roland Povinelli est marié et a deux enfants.